# ليزلي جون ويليام نيومان
ليزلي جون ويليام نيومان (بالإنجليزية: Leslie John William Newman)‏ هو عالم حشرات أسترالي، ولد في 1878 في Port Melbourne ‏ في أستراليا، وتوفي في 1938.